# 상투메섬
상투메섬(포르투갈어: São Tomé 상토메[*])은 상투메 프린시페에서 가장 큰 섬이다. 면적은 854km2, 인구는 157,000명(2009년 기준)이며 상투메 프린시페 전체 인구의 96%를 차지한다. 적도에서 북쪽으로 2km 정도 떨어진 곳에 위치하고 있고 최고점은 상투메 산(2,024m)이며 길이는 남북 48km, 넓이는 동서 32km이다. 6개 현(아구아그란드 현, 칸타갈루 현, 카우에 현, 렘바 현, 로바타 현, 메조시 현)을 관할하며 행정 중심지는 섬 북동부 연안에 있는 상투메(상투메 프린시페의 수도이기도 함)이다.
주민들은 대부분 포르투갈어를 구사하며 코코아와 커피, 코프라, 야자수를 재배한다. 상투메 섬에서 가장 가까운 도시는 아프리카 본토에 있는 가봉의 도시인 포르장티로 상투메 섬에서 동쪽으로 240km 정도 떨어진 곳에 위치한다.